# Mesquer
Mesquer (bretonisch Mesker; Gallo: Messqér) ist eine französische Gemeinde mit 2.156 Einwohnern (Stand: 1. Januar 2022) im Département Loire-Atlantique in der Region Pays de la Loire. Mesquer gehört zum Arrondissement Saint-Nazaire und zum Kanton Guérande. Die Einwohner werden Mesquerais genannt.

## Geographie
Mesquer liegt an der Atlantikküste (Golf von Biskaya) auf der Halbinsel von Guérande mit zahlreichen Salzwiesen (Marais). Umgeben wird Mesquer von den Nachbargemeinden Assérac im Norden und Nordosten (auf der gegenüberliegenden Seite des Marais Salants), Saint-Molf im Osten, La Turballe im Süden sowie Piriac-sur-Mer im Südwesten.
Zur Gemeinde gehört auch der größere Ortsteil Quimiac. Die Gemeinde wird daher teilweise auch mit der Bezeichnung Mesquer-Quimiac benannt.

## Bevölkerungsentwicklung
| Jahr                       | 1962 | 1968 | 1975 | 1982 | 1990 | 1999 | 2006 | 2017 |
| Einwohner                  | 1034 | 1019 | 1015 | 1201 | 1372 | 1473 | 1658 | 1941 |
| Quellen: Cassini und INSEE |      |      |      |      |      |      |      |      |

## Sehenswürdigkeiten
- Kirche Notre-Dame

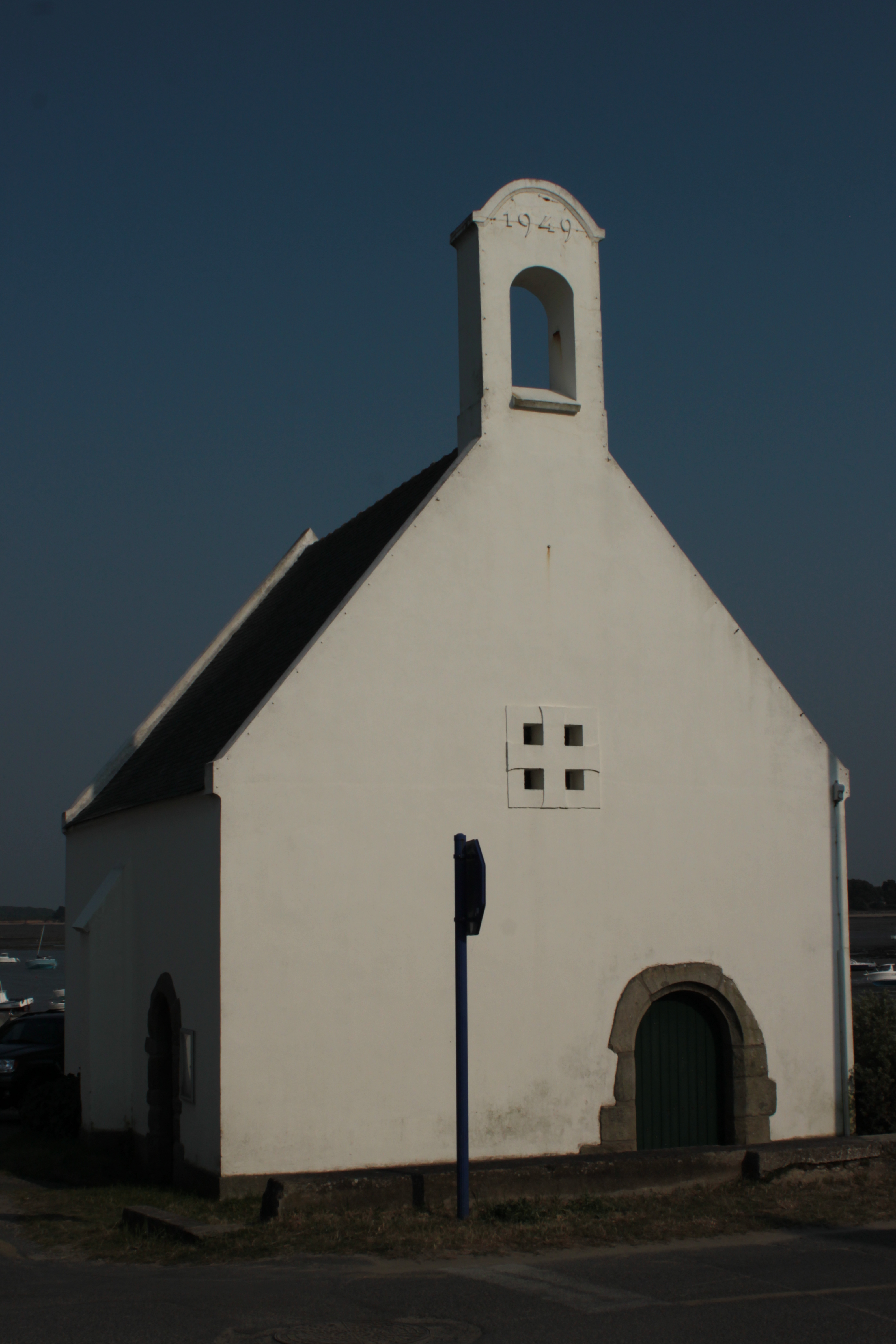
Kapelle Notre-Dame in Kercabellec

- Kapelle Notre-Dame in Kercabellec aus dem Jahre 1949
- Kapelle Saint-Louis